# さいたま市立岸町小学校
さいたま市立岸町小学校（さいたましりつ きしちょうしょうがっこう）は、埼玉県さいたま市浦和区にある公立小学校である。

## 沿革
- 1953年（昭和28年） 4月1日 - 高砂小学校から分離し浦和市立岸町小学校が新設され、高砂小の児童約700名が分離。
- 1953年（昭和28年）10月17日 - 現在地に新校舎を移転。
- 2001年（平成13年）5月1日 - さいたま市誕生により、さいたま市立岸町小学校に改称。

## アクセス
- JR浦和駅西口から徒歩15分。

## 学区
- 岸町5丁目、岸町6丁目、岸町7丁目
- 高砂2丁目（2番～5番・9番～11番・14番～最終番地）、高砂3丁目
- 白幡2丁目、白幡3丁目（1番・9番・13番～最終番地）
- 別所1丁目、別所7丁目（2番）